# Coppa Europa di sci alpino 2024
La Coppa Europa di sci alpino 2024 è stata la cinquantatreesima edizione della manifestazione, organizzata dalla Federazione internazionale sci e snowboard; è iniziata il 6 dicembre 2023 a Zinal, in Svizzera, e si è conclusa il 22 marzo 2024 a Kvitfjell, in Norvegia.
In campo maschile sono state disputate 32 delle 37 gare in programma a inizio stagione (7 discese libere, 7 supergiganti, 9 slalom giganti e 9 slalom speciali), in 17 diverse località. L'austriaco Manuel Traninger si è aggiudicato la classifica generale; lo svizzero Livio Hiltbrand ha vinto la classifica di discesa libera, il francese Florian Loriot quella di supergigante, il tedesco Jonas Stockinger quella di slalom gigante e il norvegese Theodor Brækken quella di slalom speciale. Lo svizzero Josua Mettler era il detentore uscente della Coppa generale.
In campo femminile sono state disputate 30 delle 38 gare in programma a inizio stagione (7 discese libere, 6 supergiganti, 7 slalom giganti e 10 slalom speciali), in 16 diverse località. La svizzera Janine Schmitt si è aggiudicata sia la classifica generale, sia quella di supergigante; l'austriaca Emily Schöpf ha vinto la classifica di discesa libera, l'italiana Ilaria Ghisalberti quella di slalom gigante e la norvegese Bianca Bakke Westhoff quella di slalom speciale. L'austriaca Nadine Fest era la detentrice uscente della Coppa generale.
In seguito all'invasione russa dell'Ucraina del 2022, gli atleti russi e bielorussi sono stati esclusi dalle competizioni.

## Uomini

### Risultati
| Data             | Località                | Nazione  | Spec. | Primo                        | Secondo            | Terzo                |
| ---------------- | ----------------------- | -------- | ----- | ---------------------------- | ------------------ | -------------------- |
| 7 dicembre 2023  | Zinal                   | Svizzera | GS    | Léo Anguenot                 | Fabian Gratz       | Livio Simonet        |
| 14 dicembre 2023 | Santa Caterina Valfurva | Italia   | DH    | Vincent Wieser               | Manuel Traninger   | Livio Hiltbrand      |
| 15 dicembre 2023 | Santa Caterina Valfurva | Italia   | DH    | Stefan Rieser                | Vincent Wieser     | Livio Hiltbrand      |
| 17 dicembre 2023 | Val di Fassa            | Italia   | SL    | Steven Amiez                 | Linus Straßer      | Fabian Ax Swartz     |
| 19 dicembre 2023 | Obereggen               | Italia   | SL    | Reto Schmidiger              | Matthias Iten      | Eirik Hystad Solberg |
| 21 dicembre 2023 | Valloire                | Francia  | GS    | Christian Borgnaes           | Simon Talacci      | Joshua Sturm         |
| 22 dicembre 2023 | Valloire                | Francia  | GS    | Léo Anguenot                 | Christian Borgnaes | Flavio Vitale        |
| 10 gennaio 2024  | Saalbach-Hinterglemm    | Austria  | SG    | Florian Loriot               | Adrien Fresquet    | Giovanni Borsotti    |
| 10 gennaio 2024  | Saalbach-Hinterglemm    | Austria  | DH    | annullata                    | annullata          | annullata            |
| 11 gennaio 2024  | Saalbach-Hinterglemm    | Austria  | SG    | Felix Hacker                 | Rémi Cuche         | Florian Loriot       |
| 11 gennaio 2024  | Saalbach-Hinterglemm    | Austria  | DH    | annullata                    | annullata          | annullata            |
| 13 gennaio 2024  | Berchtesgaden           | Germania | SL    | Eirik Hystad Solberg         | Emil Pettersson    | Reto Schmidiger      |
| 14 gennaio 2024  | Berchtesgaden           | Germania | SL    | Fadri Janutin                | Theodor Brækken    | Noel von Grünigen    |
| 17 gennaio 2024  | Val-Cenis               | Francia  | GS    | Fabian Gratz                 | Livio Simonet      | Simon Talacci        |
| 18 gennaio 2024  | Val-Cenis               | Francia  | GS    | annullata                    | annullata          | annullata            |
| 22 gennaio 2024  | Tarvisio                | Italia   | SG    | Vincent Wieser               | Stefan Eichberger  | Christoph Krenn      |
| 25 gennaio 2024  | Tarvisio                | Italia   | DH    | Lars Rösti                   | Luis Vogt          | Marco Pfiffner       |
| 26 gennaio 2024  | Tarvisio                | Italia   | DH    | Nicolò Molteni               | Lars Rösti         | Adrien Fresquet      |
| 5 febbraio 2024  | Gstaad                  | Svizzera | SL    | Fabian Ax Swartz             | Theodor Brækken    | Matthias Iten        |
| 6 febbraio 2024  | Gstaad                  | Svizzera | SL    | Theodor Brækken              | Tanguy Nef         | Fabian Ax Swartz     |
| 21 febbraio 2024 | Sella Nevea             | Italia   | SG    | Florian Loriot               | Giovanni Franzoni  | Christoph Krenn      |
| 22 febbraio 2024 | Sella Nevea             | Italia   | SG    | Florian Loriot               | Giovanni Franzoni  | Christoph Krenn      |
| 26 febbraio 2024 | Pass Thurn              | Austria  | GS    | Noel Zwischenbrugger         | Flavio Vitale      | Hans Grahl-Madsen    |
| 27 febbraio 2024 | Pass Thurn              | Austria  | GS    | Jesper Wahlqvist             | Jonas Stockinger   | Noel Zwischenbrugger |
| 29 febbraio 2024 | Stoos                   | Svizzera | SG    | annullata                    | annullata          | annullata            |
| 1º marzo 2024    | Stoos                   | Svizzera | SG    | annullata                    | annullata          | annullata            |
| 5 marzo 2024     | Verbier                 | Svizzera | DH    | Manuel Traninger             | Christoph Krenn    | Stefan Rieser        |
| 7 marzo 2024     | Verbier                 | Svizzera | DH    | Lars Rösti                   | Manuel Traninger   | Christoph Krenn      |
| 8 marzo 2024     | Verbier                 | Svizzera | SG    | Arnaud Boisset               | Emanuele Buzzi     | Stefan Eichberger    |
| 10 marzo 2024    | Kläppen                 | Svezia   | SL    | Eduard Hallberg              | Tanguy Nef         | Fabian Ax Swartz     |
| 11 marzo 2024    | Kläppen                 | Svezia   | SL    | Theodor Brækken              | Noel von Grünigen  | Joaquim Salarich     |
| 13 marzo 2024    | Trysil                  | Norvegia | GS    | Jesper Wahlqvist             | Stefan Luitz       | Fredrik Møller       |
| 14 marzo 2024    | Trysil                  | Norvegia | GS    | Diego Orecchioni             | Hannes Zingerle    | Jonas Stockinger     |
| 17 marzo 2024    | Hafjell                 | Norvegia | SL    | Eduard Hallberg              | Theodor Brækken    | Fabian Ax Swartz     |
| 18 marzo 2024    | Hafjell                 | Norvegia | GS    | Diego Orecchioni             | Jesper Wahlqvist   | Marco Fischbacher    |
| 21 marzo 2024    | Kvitfjell               | Norvegia | DH    | Livio Hiltbrand              | Nicolò Molteni     | Marco Pfiffner       |
| 22 marzo 2024    | Kvitfjell               | Norvegia | SG    | Nicolò Molteni Jacob Schramm |                    | Giovanni Franzoni    |

Legenda:

DH = discesa libera

SG = supergigante

GS = slalom gigante

SL = slalom speciale

### Classifiche

#### Generale
| Pos. | Nome                 | Nazione  | Punti |
| ---- | -------------------- | -------- | ----- |
| 1    | Manuel Traninger     | Austria  | 588   |
| 2    | Theodor Brækken      | Norvegia | 582   |
| 3    | Vincent Wieser       | Austria  | 519   |
| 4    | Giovanni Franzoni    | Italia   | 495   |
| 5    | Stefan Eichberger    | Austria  | 490   |
| 6    | Eirik Hystad Solberg | Norvegia | 473   |
| 7    | Felix Hacker         | Austria  | 451   |
| 8    | Emanuele Buzzi       | Italia   | 449   |
| 9    | Stefan Rieser        | Austria  | 446   |
| 10   | Fabian Ax Swartz     | Svezia   | 435   |

#### Discesa libera
| Pos. | Nome             | Nazione  | Punti |
| ---- | ---------------- | -------- | ----- |
| 1    | Livio Hiltbrand  | Svizzera | 352   |
| 2    | Lars Rösti       | Svizzera | 340   |
| 3    | Stefan Rieser    | Austria  | 318   |
| 4    | Manuel Traninger | Austria  | 312   |
| 5    | Vincent Wieser   | Austria  | 282   |

#### Supergigante
| Pos. | Nome              | Nazione | Punti |
| ---- | ----------------- | ------- | ----- |
| 1    | Florian Loriot    | Francia | 416   |
| 2    | Giovanni Franzoni | Italia  | 310   |
| 3    | Manuel Traninger  | Austria | 276   |
| 4    | Stefan Eichberger | Austria | 269   |
| 5    | Emanuele Buzzi    | Italia  | 268   |

#### Slalom gigante
| Pos. | Nome                 | Nazione  | Punti |
| ---- | -------------------- | -------- | ----- |
| 1    | Jonas Stockinger     | Germania | 370   |
| 2    | Jesper Wahlqvist     | Norvegia | 339   |
| 3    | Diego Orecchioni     | Francia  | 327   |
| 4    | Simon Talacci        | Italia   | 321   |
| 5    | Noel Zwischenbrugger | Austria  | 299   |

#### Slalom speciale
| Pos. | Nome                 | Nazione   | Punti |
| ---- | -------------------- | --------- | ----- |
| 1    | Theodor Brækken      | Norvegia  | 559   |
| 2    | Fabian Ax Swartz     | Svezia    | 435   |
| 3    | Eduard Hallberg      | Finlandia | 336   |
| 4    | Eirik Hystad Solberg | Norvegia  | 334   |
| 5    | Tanguy Nef           | Svizzera  | 285   |

## Donne

### Risultati
| Data             | Località               | Nazione       | Spec. | Prima                 | Seconda               | Terza                |
| ---------------- | ---------------------- | ------------- | ----- | --------------------- | --------------------- | -------------------- |
| 5 dicembre 2023  | Zinal                  | Svizzera      | GS    | annullata             | annullata             | annullata            |
| 6 dicembre 2023  | Zinal                  | Svizzera      | GS    | Nina Astner           | Stefanie Grob         | Janine Schmitt       |
| 9 dicembre 2023  | Mayrhofen              | Austria       | GS    | Liv Ceder             | Lara Della Mea        | Marie Lamure         |
| 10 dicembre 2023 | Mayrhofen              | Austria       | SL    | Lara Della Mea        | Martina Peterlini     | Nicole Good          |
| 12 dicembre 2023 | Sankt Moritz           | Svizzera      | SG    | Lisa Grill            | Valérie Grenier       | Patricia Mangan      |
| 13 dicembre 2023 | Sankt Moritz           | Svizzera      | SG    | annullata             | annullata             | annullata            |
| 15 dicembre 2023 | Valle Aurina           | Italia        | SL    | Nicole Good           | Lisa Hörhager         | Doriane Escané       |
| 16 dicembre 2023 | Valle Aurina           | Italia        | SL    | Doriane Escané        | Nicole Good           | Marion Chevrier      |
| 20 dicembre 2023 | Passo San Pellegrino   | Italia        | DH    | Lisa Grill            | Emily Schöpf          | Nicol Delago         |
| 21 dicembre 2023 | Passo San Pellegrino   | Italia        | DH    | Lisa Grill            | Emily Schöpf          | Sara Thaler          |
| 22 dicembre 2023 | Passo San Pellegrino   | Italia        | SG    | annullata             | annullata             | annullata            |
| 8 gennaio 2024   | Sestriere              | Italia        | GS    | Doriane Escané        | Stefanie Grob         | Nina Astner          |
| 9 gennaio 2024   | Sestriere              | Italia        | GS    | Doriane Escané        | Nina Astner           | Lara Della Mea       |
| 12 gennaio 2024  | Zell am See            | Austria       | SL    | Dženifera Ģērmane     | Bianca Bakke Westhoff | Charlie Guest        |
| 13 gennaio 2024  | Zell am See            | Austria       | SL    | Dženifera Ģērmane     | Bianca Bakke Westhoff | Clarisse Brèche      |
| 17 gennaio 2024  | Sankt Anton am Arlberg | Austria       | DH    | annullata             | annullata             | annullata            |
| 18 gennaio 2024  | Sankt Anton am Arlberg | Austria       | DH    | annullata             | annullata             | annullata            |
| 23 gennaio 2024  | Orcières               | Francia       | DH    | Emily Schöpf          | Sara Thaler           | Nadine Kapfer        |
| 24 gennaio 2024  | Orcières               | Francia       | DH    | Emily Schöpf          | Sara Thaler           | Garance Meyer        |
| 25 gennaio 2024  | Orcières               | Francia       | SG    | Vicky Bernardi        | Janine Schmitt        | Malorie Blanc        |
| 5 febbraio 2024  | La Thuile              | Italia        | SG    | Teresa Runggaldier    | Malorie Blanc         | Jasmina Suter        |
| 6 febbraio 2024  | La Thuile              | Italia        | SG    | Karen Smadja-Clément  | Patricia Mangan       | Malorie Blanc        |
| 11 febbraio 2024 | Crans-Montana          | Svizzera      | DH    | Karen Smadja-Clément  | Ester Ledecká         | Nadine Fest          |
| 11 febbraio 2024 | Crans-Montana          | Svizzera      | DH    | Elvedina Muzaferija   | Patricia Mangan       | Delia Durrer         |
| 21 febbraio 2024 | Malbun                 | Liechtenstein | SL    | Leona Popović         | Charlie Guest         | Emilia Mondinelli    |
| 22 febbraio 2024 | Malbun                 | Liechtenstein | SL    | Hanna Aronsson Elfman | Nicole Good           | Moa Boström Müssener |
| 24 febbraio 2024 | Oberjoch               | Germania      | GS    | annullata             | annullata             | annullata            |
| 25 febbraio 2024 | Oberjoch               | Germania      | GS    | annullata             | annullata             | annullata            |
| 29 febbraio 2024 | Sarentino              | Italia        | SG    | Asja Zenere           | Magdalena Egger       | Isabella Pedrazzi    |
| 1º marzo 2024    | Sarentino              | Italia        | SG    | annullata             | annullata             | annullata            |
| 10 marzo 2024    | Ål                     | Norvegia      | GS    | Ilaria Ghisalberti    | June Brand            | Marte Monsen         |
| 11 marzo 2024    | Ål                     | Norvegia      | GS    | Karen Smadja-Clément  | Charlotte Lingg       | Fabiana Dorigo       |
| 13 marzo 2024    | Norefjell              | Norvegia      | SL    | Hanna Aronsson Elfman | Bianca Bakke Westhoff | Marie Lamure         |
| 14 marzo 2024    | Norefjell              | Norvegia      | SL    | Emilia Mondinelli     | Elena Stoffel         | Cornelia Öhlund      |
| 16 marzo 2024    | Hafjell                | Norvegia      | SL    | Elena Stoffel         | Bianca Bakke Westhoff | Kristin Lysdahl      |
| 17 marzo 2024    | Hafjell                | Norvegia      | GS    | Marte Monsen          | Lara Della Mea        | Ilaria Ghisalberti   |
| 21 marzo 2024    | Kvitfjell              | Norvegia      | DH    | Nadia Delago          | Magdalena Egger       | Sara Thaler          |
| 22 marzo 2024    | Kvitfjell              | Norvegia      | SG    | Tifany Roux           | Magdalena Egger       | Nadia Delago         |

Legenda:

DH = discesa libera

SG = supergigante

GS = slalom gigante

SL = slalom speciale

### Classifiche

#### Generale
| Pos. | Nome                  | Nazione  | Punti |
| ---- | --------------------- | -------- | ----- |
| 1    | Janine Schmitt        | Svizzera | 552   |
| 2    | Karen Smadja-Clément  | Francia  | 548   |
| 3    | Emily Schöpf          | Austria  | 531   |
| 4    | Magdalena Egger       | Austria  | 522   |
| 5    | Bianca Bakke Westhoff | Norvegia | 494   |
| 6    | Nicole Good           | Svizzera | 454   |
| 7    | Doriane Escané        | Francia  | 450   |
| 8    | Stefanie Grob         | Svizzera | 436   |
| 9    | Emilia Mondinelli     | Italia   | 424   |
| 10   | Lara Della Mea        | Italia   | 419   |

#### Discesa libera
| Pos. | Nome                 | Nazione | Punti |
| ---- | -------------------- | ------- | ----- |
| 1    | Emily Schöpf         | Austria | 452   |
| 2    | Sara Thaler          | Italia  | 368   |
| 3    | Karen Smadja-Clément | Francia | 264   |
| 4    | Magdalena Egger      | Austria | 255   |
| 5    | Lisa Grill           | Austria | 200   |

#### Supergigante
| Pos. | Nome            | Nazione  | Punti |
| ---- | --------------- | -------- | ----- |
| 1    | Janine Schmitt  | Svizzera | 270   |
| 2    | Magdalena Egger | Austria  | 234   |
| 3    | Vicky Bernardi  | Italia   | 218   |
| 4    | Malorie Blanc   | Svizzera | 216   |
| 5    | Tifany Roux     | Francia  | 193   |

#### Slalom gigante
| Pos. | Nome               | Nazione  | Punti |
| ---- | ------------------ | -------- | ----- |
| 1    | Ilaria Ghisalberti | Italia   | 330   |
| 2    | Stefanie Grob      | Svizzera | 322   |
| 3    | Lara Della Mea     | Italia   | 287   |
| 4    | Marte Monsen       | Norvegia | 275   |
| 5    | Nina Astner        | Austria  | 262   |

#### Slalom speciale
| Pos. | Nome                  | Nazione  | Punti |
| ---- | --------------------- | -------- | ----- |
| 1    | Bianca Bakke Westhoff | Norvegia | 456   |
| 2    | Nicole Good           | Svizzera | 444   |
| 3    | Emilia Mondinelli     | Italia   | 415   |
| 4    | Marion Chevrier       | Francia  | 301   |
| 5    | Moa Boström Müssener  | Svezia   | 285   |